# Хиперлексија
Хиперлексија или  поремећај паметног детета је синдром који се карактерише сложеном и прераном способност детета за читањем и фасцинација детета словима и бројевима која је праћена  значајним потешкоћама у разумевању и коришћењу вербалног језика са проблемима у социјалним интеракцијама
Хиперлексична деца имају много напреднији ниво читања од вршњака својих година, и са мање од две године већ могу да почну читати речи. Међутим ова деца имају потешкоће са разумевањем или правилним коришћењем говорног језика ... и не могу да говоре на исти начин као друга деца која нису научила да читају у тако раном добу.
Иако је хиперлексија, не увек, део поремећаја из аутистичног спектра (АСД), према ДСМ категоризацији, хиперлексија није дијагноза, већ се сматра вештином деце из спектра аутизма, мада многа деца са хиперлексијом заправо немају аутизам.
Иако се хиперлексија сматра „splinter skill“, јединственом вештином која нема много практичне примене, она омогућава терапеутима  да користити дечје хиперлексичне вештине као алат у терапији или  лечењу.
Деца са хиперлексијом често имају сензорне потешкоће које захтевају рану интервенцију, али је овим интервенцијама немогуће приступити без дијагнозе.  

## Етиологија
Хиперлексија је први пут примећена 1967. године и дефинисана као супермоћ у препознавању текста. Неки људи који пате од хиперлексије, у исто време, имају потешкоћа у разумевању усменог говора. Сва или скоро сва деца са хиперлексијом имају једну од дијагнозa из групе поремећаја аутистичног спектра . Између 5 и 10% деце са аутизмом је склоно хиперлексији.
Специфичан узрок који пружа веће разумевање овог поремећаја још увек није познат. Студије магнетне резонанце обављене на једном детету показале су да је хиперлексија највероватније неуролошка супротност дислексији, у којој је, нарушена способност савладавања вештина читања и писања уз задржавање способности разумевања говорног језика.  

## Врсте хиперлексије
Према др Даролду Треферту, водећем стручњаку у овој области, постоје три различите врсте  хиперлексије:‌

### Хиперлексија I
Ова врста хиперлексије се дешава када деца која се развијају без сметњи а науче да читају рано и далеко изнад очекиваног нивоа. Пошто друга деца на крају науче да читају и сустижу, ово стање је привремено.

### Хиперлексија II
Ова врста хиперлексије се јавља код деце са аутизмом. Ова деца су често опседнута бројевима и словима, преферирајући књиге и магнетна слова у односу на друге врсте играчака. Ова деца такође често памте важне бројеве као што су регистарске таблице и датуми рођења. и обично имају типичније знакове аутизма, као што су избегавање контакта очима и наклоности и осетљивост на сензорне стимулусе.‌

### Хиперлексија III
Овај тип је сличан хиперлексији II, али симптоми се временом смањују и коначно нестају. Деца са хиперлексијом III имају тенденцију за изванредно разумевање читања, али њихов вербални развој језика може да заостаје. За разлику од деце са аутизмом, деца са хиперлексијом III лако ступају у контакт са другим собама, отворена су и љубазна.

## Основне информације
Према истраживањима хиперлексија је супротна дислексији (у којој деца често имају потешкоћа са читањем, али не и са разумевањем). Ова деца памте фразе, реченице или читаве разговоре које виде у свакодневном животу или чују на телевизији или које читају у књигама, али да би створила реченице, ова деца сецирају оно што су претходно запамтила да би створила оригиналне изразе.
Деца са хиперлексијом немају проблема са читањем, али често имају потешкоћа са разумевањем. Стотине такве деце виде слова и бројеве у дрвећу и облацима, читају натписе на улицама и регистарским таблицама, исписују невидљиве речи у ваздуху. Имају чудне друштвене вештине и невероватно памћење.
Деца са хиперлексијом могу имати и друга стања, попут дисфункције сензорне интеграције, поремећаја пажње (хиперактивности, моторичке диспраксије, опсесивно компулзивни поремећај и депресију).

## Клиничка слика
Као и сви поремећаји у развоју детета, хиперлексија може имати неке карактеристичне симптоме који указују на то да дете може имати ово стање у развоју:
- способност раног читања у поређењу са другом децом његовог узраста

- потешкоће у разумевању и коришћењу вербалног језика
- потешкоће у обради онога што је усмено речено
- потешкоће у одговарању на питања о томе: ко, шта, где, када и зашто
- снажне меморијске вештине
- научено учи напамет
- несигурност везана за прелазе или промене у рутинама

## Терапија
На основу дијагнозе дислексије, дете може добити индивидуални образовни план. Лечење ће зависити од тежине когнитивног, учења језика и или социјалног поремећаја повезаног са хиперлексијом. Терапија ће подразумевати коришћење дечијих снага. На пример, користе се меморијске вештине као основа за учење нових вештина. Код овог облика учења језика оно може бити подржано писаним језиком и када дете почне да разуме вербални језик, писани језик се може ређе користити. Остала подручја слабости, попут социјалних вештина, посебно ће се подучавати и вежбати.